# Трибензее, Йозеф
Йозеф Трибензее (нем. Joseph Triebensee; 21 ноября 1772, Виттингау, Богемия, ныне Тршебонь, Чехия — 22 апреля 1846, Прага) — австрийский гобоист, дирижёр и композитор. Сын Георга Трибензее.
Учился игре на гобое и гитаре у своего отца, затем изучал композицию под руководством Иоганна Альбрехтсбергера. В 1791—1794 годах солист венского Кернтнертор-театра, позднее выступал и в театре «Ан дер Вин»; участвовал в премьере оперы Вольфганга Амадея Моцарта «Волшебная флейта». В 1794—1809 годах играл в ансамбле духовых князя Лихтенштейна, с ним же дебютировал как дирижёр; для этого состава скомпоновал и аранжировал сюиты из опер Моцарта «Милосердие Тита», «Так поступают все» и «Дон Жуан». Затем работал в Брюнне, а в 1816 году сменил Карла Марию фон Вебера на посту руководителя Пражской оперы и занимал эту должность до 1836 года.
Автор 12 комических опер и множества сочинений для различных духовых составов.